# Panther Solo
La Panther Solo è un'autovettura prodotta dalla casa automobilistica inglese Panther Car Company dal 1989 al 1990, è stata prodotta in un numero di esemplari compreso tra 12 e 25, di cui alcuni a marchio coreano SsangYong che aveva nel frattempo acquisito la società inglese.